# 下弗兰肯地区霍夫海姆
下弗兰肯地区霍夫海姆（德語：Hofheim in Unterfranken，官方拼写为，發音：[ˈhoːfhaɪm ʔɪn ˈʊntɐˌfʁaŋkn̩] ⓘ）是德国巴伐利亚州下弗兰肯行政区哈斯山县的城市，面积56.34平方千米，2023年12月31日人口为5,203人。